# Emil Dimitriev
Emil Dimitriev (en macedonio: Емил Димитриев; n. Probištip, Macedonia del Norte, 19 de marzo de 1979) es un político, sociólogo y filósofo macedonio.
Nacido en 1979, durante la época del estado de la República Federativa Socialista de Yugoslavia.
Cuando era joven, se graduó en secundaria y seguidamente se licenció en Filosofía y Sociología por la Universidad de Skopie (Macedonia del Norte) y por la Facultad de la Universidad de Belgrado (Serbia).
Desde hace años pertenece al mundo de la política.
Es miembro de la Organización Revolucionaria Interna de Macedonia - Partido Democrático para la Unidad Nacional Macedonia (VMRO-DPMNE), del que es Secretario general y con él ha sido escogido como diputado en la Asamblea de Macedonia del Norte (parlamento nacional), donde pertenece a numerosos comités y comisiones parlamentarias. También desde entonces es una de las personas más importantes del gabinete presidencial
Tras la renuncia de Nikola Gruevski, en su sucesión, el presidente Gjorge Ivanov lo ha nombrado el día 18 de enero de 2016 como 7º primer ministro de la República de Macedonia del Norte, cargo que ocupó hasta el 31 de mayo de 2017.